# SMS G 173
G 173 – niemiecki niszczyciel z okresu I wojny światowej. Zezłomowany w 1922 roku. Piąta jednostka typu G 169. Od pozostałych jednostek tego typu różniła się zastosowaną siłownia wykorzystującą turbiny Zoelly zamiast turbin systemu Parsonsa.